# Kinosternon integrum
Kinosternon integrum är en sköldpaddsart som beskrevs av  John Lawrence LeConte 1854. Kinosternon integrum ingår i släktet Kinosternon och familjen slamsköldpaddor. IUCN kategoriserar arten globalt som livskraftig. Inga underarter finns listade i Catalogue of Life.
Denna sköldpadda förekommer i centrala och västra Mexiko (utan Baja California).